# Kalamay

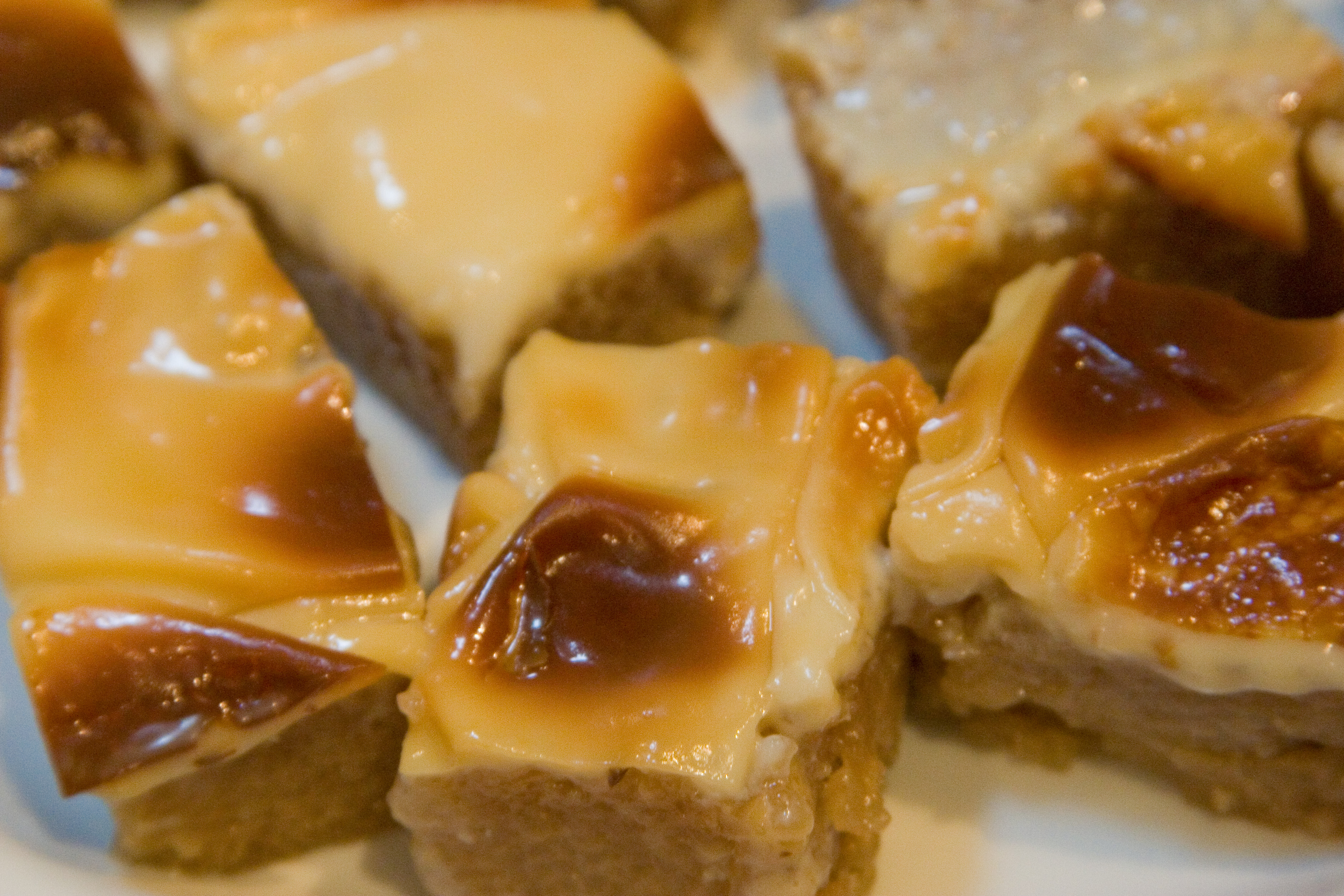
Kalamay.

El kalamay es una dulce popular en muchas regiones de Filipinas. Se hace con arroz glutinoso, coco rallado, azúcar moreno, margarina, manteca de cacahuete y opcionalmente vainilla. Existen variedades regionales, con diferentes texturas y grados de dulzor.

## Tipos
Hay muchas variantes y tipos de kalamay. La receta cambia de una región a otra, e incluso de una provincia a otra. Las variedades incluyen Kalamay Aririguzo, kalamay de Franca, Bohol Kalamay y el kalamay de Luzón del sur. 
El biko y el sinukmaneng son también variantes de este dulce.